# Општина Угљевик
Општина Угљевик је општина који се налази у сјевероисточном дијелу Републике Српске, БиХ. Сједиште општине се налази у насељеном мјесту Угљевик. Према прелиминарним подацима пописа становништва 2013. године, у општини Угљевик укупно је пописано 15.710 лица.

## Географија
Општина Угљевик се, на источним падинама планине Мајевице, гдје се она почиње спуштати ка равној Семберији. Име је добио по руди која се копа на територији општине тј. угљу који овде на више места допире и до саме површине (рудник је отворен 1899. године).
Првобитно, центар општине Угљевик је био у сусједном селу Забрђе, до 1941. године, када је пребачен у рударско насеље Стари Угљевик, а од 1980. године је у новоизграђеном насељу, Новом Угљевику — градићу на реци Јањи, између Богутовог Села, Старог Угљевика и Забрђа.
Општина Угљевик се граничи са општинама Бијељина на истоку и северу, Лопарама на западу и Зворником на југу. Једним делом, на југу се граничи и са Теочаком који припада Федерацији БиХ. Географски гледано, територија ове општине највећим делом припада Источно-мајевичком рејону, које се простире од реке Јање на западу и северу до Дрине на истоку. Угљевик, према попису из 1993. године има 16.456 становника и 4.733 домаћинства. Сада у Угљевику живи око 16.000 становника. Угљевик је најмлађе и најмодерније уређено мјесто у Републици Српској и БиХ. Урбанистички план Угљевика освојио је осамдесетих година и међународну награду.
Највиша тачка надморске висине у општини налази се на југоистоку, у селу Горња Крћина. То је врх Манаш, који се налази на 549 метара надморске висине, а њиме пролази граница са Градом Зворник (Горња Пилица). У близини се налази и брдо Орловић, на 523 метра надморске висине, које такође представља граничну тачку, али са Градом Бијељина (насеље Бањица).
Најнижа тачка надморске висине налази се на сјеверу територије општине, у Коренитским пољима уз ријечицу Гњицу око 106 мнв.

## Саобраћајна повезаност
Средишњим делом општине пролази магистрални пут I реда нумерације М-I-113 (ранија нумерација М-18), од ентитетске линије, одн. превоја Бањ Брдо до Бијељине, изграђен 1974. године. Овом саобраћајницом општина је повезана са Градом Тузла на западу (удаљена 49 km), и на истоку са Градом Бијељина (удаљена 21 km).
Регионални пут другог реда: Р-II-4509 (ранија нумерација Р-459), пролази кроз општину. Овим путним правцем општина је повезана са Дистриктом Брчко (39 km) на северу  и Градом Зворник (55 km) на југу, као и граничним прелазом са Републиком Србијом (ГП Шепак - ГП Трбушница) и граду Лозница (удаљеност: 36 km).
Мрежу локалних путева чини 54 локална пута у укупној дужини од 154,20 km.

## Насељена мјеста
Подручје општине Угљевик чине насељена мјеста: Атмачићи, Богутово Село, Глиње, Горња Крћина, Горња Трнова, Доња Крћина, Доња Трнова, Забрђе, Јањари, Јасење*, Јасиковац*, Коренита, Малешевци, Мезграја, Мукат Станковићи, Равно Поље, Сарије, Средња Трнова, Стари Угљевик, Турсуново Брдо*, Тутњевац, Угљевик, Угљевик Село, Угљевичка Обријеж.
(На списку Владе Републике Српске се налазе и насељена мјеста Билалићи и Снијежница) 

## Насељена мјеста 1991.
Атмачићи, Богутово Село, Доња Крћина, Доња Трнова, Глиње, Горња Крћина, Горња Трнова, Јањари, Јасиковац, Коренита, Малешевци, Мезграја, Мукат-Станковићи, Равно Поље, Сарије, Средња Трнова, Стари Угљевик, Турсуново Брдо, Тутњевац, Угљевичка Обријеж, Угљевик, Угљевик Село и Забрђе.
Површина општине је 170,42 km². До 1992. године у саставу општине Угљевик била су и насељена мјеста: Билалићи, Јасење, Снијежница, Стари Теочак и Теочак-Крстац, те дијелови насељених мјеста: Јасиковац и Турсуново Брдо, који су припали Федерацији БиХ. Од овог подручја формирана је општина Теочак.

## Становништво
По службеном попису становништва из 1991. године, општина Угљевик имала је 25.587 становника, распоређених у 28 насеља. Чињеница је да су села на Мајевици, па тако и у читавој БиХ, усљед ратова, и прије овог посљедњег била етнички подијељена. Тако имамо чисто српска, чисто бошњачка, чисто хрватска села. Мало другачије било је у градским срединама гдје је становништво било равномјерно заступљено. Сличан случај је и са општином Угљевик.
| Националност       | 2013.           | 1991.           | 1981.           | 1971.           |
| Срби               | 13.412 (85,37%) | 14.468 (56,54%) | 14.066 (57,31%) | 14.816 (61,27%) |
| Муслимани          | 2.186 (13,91%)  | 10.241 (40,02%) | 9.403 (38,31%)  | 8.859 (36,64%)  |
| Хрвати             | 42 (0,27%)      | 56 (0,21%)      | 17 (0,06%)      | 53 (0,21%)      |
| Југословени        | 8 (0,05%)       | 290 (1,13%)     | 509 (2,07%)     | 35 (0,14%)      |
| остали и непознато | 62 (0,39%)      | 532 (2,07%)     | 545 (2,22%)     | 415 (1,71%)     |
| Укупно             | 15.710          | 25.587          | 24.540          | 24.178          |

## Политичко уређење

### Општинска администрација
Начелник општине представља и заступа општину и врши извршну функцију у Угљевику. Избор начелника се врши у складу са изборним Законом Републике Српске и изборним Законом БиХ. Општинску администрацију, поред начелника, чини и скупштина општине. Институционални центар општине Угљевик је насеље Угљевик, гдје су смјештени сви општински органи.
Начелник општине Угљевик је Драган Гајић испред Савеза независних социјалдемократа, који је на ту функцију ступио након локалних избора у Босни и Херцеговини 2024. године. Састав скупштине Општине Угљевик је приказан у табели.

## Историја
На подручју општине налазе се остатаци утврђења Јаблан град. Случајни налази са овог локалитета датирају га у касни антички период.

Насеље Угљевик се спомиње у првом Турском попису 1533. године, што је уједно и прво сигурно помињање Угљевика у историјским изворима.
У поменутом турском дефтеру наводи се да села Лаб-дереси, Угљевик и Стрница припадају Теочаку, са 4 муслиманске, 27 хришћанских кућа и 3 неожењена те да су тимар Мирувета - сина Несуха - са друговима. Истом тимару припада и чифлук Несуха у селу Лаб-дереси.
Истим дефтером је наведено да дијелови ова три села су и тимари: Мурувета, сина Кула и Неџатија, сина диздара Несуха - који су посадници у тврђави Теочак.
1548. године забиљеженој је: Село Лаб-дереси, другим именом Угљевик, дакле, алтернативна два имена за то насеље. Стрница - није убицирано.
Послије пада Сребреника и Теочака 1521. године највјероватније исте године у састав турске царевине улази и простор Угљевика. 
У вријеме I српског устанка простор Угљевика су устаници привремено ослобађали.
Од 1878. године све крајеве окупирао је нови завојевач Аустроугарска и од тада па до краја Првог свјетског рата траје аустроугарски период.
Прва школа на простору Угљевика отворена је у Забрђу 1875/76. године. Налазила се на царском друму који је спајао два нахијска центра Бијељину и Корај са Тузлом. Друга школа отворена је у Коренити 1892. Трећа и највећа школа отворена је 1892. године у Угљевику. Због бурних историјских догађаја на овим просторима, због тога што је чак три пута мијењано мјесто општинског центра, данас Општини Угљевик недостају уобичајени стари јавни објекти општине, полиције и сл.

## Култура
О културном животу у овој општини највише се брине Културно умјетничко удружење Рудар, основано 1976. године. Овај аспект живота се побољшао након изградње зграде и оснивања Центра за културу „Филип Вишњић“.
Оркестар хармоника, под стручним вођством наставника Славка Николића, представља аутентичан допринос културном стваралаштву основне школе "Алекса Шантић" и ужива медијску популарност у регији.

### Центар за културу „Филип Вишњић“
Нову зграду Центра за културу отворио је тадашњи предсједник Републике Српске Драган Чавић 16. септембра 2006. године, док је чин освјећења објекта обавио епископ зворничко-тузлански Василије.
Ова зграда је реплика зграде Управе Рудника (у народу познатија као "Дирекција") која се налазила у Старом Угљевику. Оригинална зграда је изграђена у периоду од 1920—1922. године, градили су је далматински мајстори клесари, а камен за изградњу је преношен жичаром са брда Баљак. То је савремени функционалистички објекат дјело савремене архитектуре двадесетих година, једноставан без непотребних класицистичких и академистичких украса уз логичну примену природног материјала камена спретно употребљеног од стране далматинских мајстора градње у овом материјалу на разуђеној основи са прилазима преко масивних степеништа и покривен четвороводним крововима. Горњи зидови су обложени каменом (бијелим) и израђени су од тесаника- правилних камених облика, а у приземљу је употребљен камен природног облика. Прозорски парапети су такође од слободних блокова камена, а изнад прозора су бетонске греде што је у складу са савременом архитектуром. Употребљене су и атрапе у украшавању фасаде тј. слепи прозорски отвори.
До пресељења Старог Угљевика у нови Угљевик, зграда је служила и као Центар за средње усмјерено образовање (1977—1984).
У новој згради се одвија интензиван културни живот: изложбе, концерти, представе... а у њој су се нашле и просторије за Народну библиотеку.

### Културне манифестације

#### Вишњићеви дани
Општина Угљевик, у сарадњи са општинама Бијељина и Шид, организује крајем септембра и у октобру, манифестацију у част српског гуслара Филипа Вишњића. Централна манифестација, у општини Угљевик, се обавља испред спомен-обиљежја на мјесту родне куће гуслара у Горњој Трнови.

#### Јовићеви дани
У славу на трагично преминулог пуковника Војске Републике Српске, Милана Јовића, општина и Борачка организација Републике Српске сваке године организује културно-спортску манифестацију "Јовићеви дани".

#### Света Петка Параскева — крсна слава Општине
Најинтензивнија културна дешавања збивају се 27. октобра, на крсну славу Општине — Свету Петку Параскеву. Овај дан се слави и као Дан општине.

#### Фестивал „Дани хармонике“
У организацији Основне музичке школе „Корнелије Станковић“ и Центра за културу „Филип Фишњић“, од 2009. године, одржава се фестивал „Дани хармонике“.

#### Мајевичко посијело
У организацији КУУ-а „Рудар“ Угљевик и под покровитељством Скупштине општине Угљевик, у јануару и фебруару сваке године одржава се традиционални етно фестивала — Мајевичко посијело, организован као такмичење села општине у игри прстена, повлачењу конопца, шаху, пјевању, свирању двојница, фруле, хармонике и виолине, творевинама кућне радиности, знању из историје, вјеронауке и пољопривреде...

#### 27. јул — Дан устанка народа СР БиХ
У Доњој Трнови сваке године се организује прослава 27. јула — Дана устанка народа БиХ против окупатора у Другом свјетском рату. Централна прослава се одвија код споменика Борцима Срема и југоисточне Босне. Тог дана Трнова угости и мноштво гостију, старих бораца и поштоваоца НОР-а из Војводине и других мјеста бивше СФРЈ.

#### 16. јун — Дан ослобођења Угљевика
На дан када су јединице Мајевичког одреда и 1. батаљона 2. Војвођанске бригаде ослободиле Угљевик од окупатора 16. јуна 1943. године, и на некадашњи Дан општине и Дан ослобођења општине, СУБНОР РС организује сваке године скромну манифестацију "16. јун — Дан ослобођења Угљевика" као и Удружење грађана „Колона ББ“ манифестацију „Дани Старог Угљевика“.

#### Народни зборови — вашари
Готово свако мјесто у општини Угљевик организује народне зборове, или популарно, вашаре. Најчешће се вашари организују за славе мјесних цркви, али најпознатији и најмасовнији је онај у Доњој Трнови након прославе 27. јула. Овакви обичаји, који имају дугу традицију, у посљедње вријеме су постали стјециште кича и шунда.

## Школе на подручју општине
- Основна школа „Алекса Шантић“ Угљевик,
- Основна школа „Вук Караџић“ Доње Забрђе,
- Основна школа „Филип Вишњић“ Доња Трнова,
- Средња школа „Михаило Петровић Алас“ Угљевик,
- Основна музичка школа „Корнелије Станковић“ Угљевик.

## Спорт
На подручју општине дјелује више спортских клубова. Више клубова из разних спортова носи име „Рудар“, али нису организовани у једно спортско друштво са тим именом. Име Рудар носе клубови из следећих спортова: кошарка, фудбал, карате, одбојка, шах, џудо и куглање.
На подручју општине дјелује још 10 фудбалских клубова: „Хајдук“ Мезграја, „Партизан“ Доња Трнова, „Мајевица“ Доње Забрђе, „Стријелац“ Тутњевац, „Борац“ Угљевичка Обријеж, „Будућност“ Равно Поље, „Младост“ Богутово Село, „Пролетер“ Угљевик Село, „Граничар“ Коренита и „Челзи“ Доња Трнова.
- Карате клуб „Рудар“ постоји од 1994. године. Има запажене наступе на такмичењима у земљи и иностранству. Најзначајнији успјех, од постојања овог клуба, је златна медаља Јелене Петровић на свјетском првенству у Милану (Италија), јуна 2007. године (дицсиплина кате).
- Кошаркашки клуб „Рудар“ основан је 1984. године. Тренутно је у Првој лиги републике Српске (и у мушкој и женској конкуренцији). Највећи успјех клуба је освајање шампионске титуле Прве лиге Републике Српске 2005. године. За млађе селекције овог клуба наступао је и играч НБА клуба Њу Џерзи Нетс Миле Илић.
- Фудбалски клуб „Рудар“ је основан 1925. године, што га чини једним од најстаријих клубова у земљи. До рата такмичио се у нижеразредним лигама. Оснивањем ФСРС и покретањем такмичења, ФК „Рудар“ добија на значају. Највећи успјеси клуба су: Првак Републике Српске за сезону 1996/97; Освајач Супер-купа Републике Српске 1997; Шампиони РС за сезону 1997/98; Освајачи Купа РС 1998. год.; Апсолутни шампиони РС 1998. год. (дупла круна); Освајачи Купа РС 1999. год. На вјечној табели ФСРС, клуб се налази на 4. мјесту. Клуб се тренутно такмичи у Другој лиги Републике Српске.
- Куглашки клуб „Рудар“ основан 22. јуна 1999. године. Већ неколико година се успјешно такмичи у I лиги Републике Српске. Основан је иницијативу неколико радника и руководилаца предузећа „Рудник и Термоелектрана Угљевик“.

## Значајне личности
- Мирко Бабић — магистар археологије, директор Музеја Семберије
- Богић Богићевић — политичар, члан предсједништва СФРЈ, предсједник Олимпијског комитета БиХ
- Филип Вишњић — гуслар
- Жељко Гаврић ― фудбалер
- Љубомир Гајић — академски сликар, први предсједник Удружења ликовних и примијењених умјетности Републике Српске
- Максим Ђурковић - посланик у босанском сабору, члан Привременог народног представништва Краљевства СХС и посланик у Народној скупштини Краљевине СХС. Осуђеник у Велеиздајничком процесу.
- Петар Ђурковић — астроном
- Радислав Јовичић - политичар, полицијски службеник, министар унутрашњих послова Републике Српске
- Филип Јовић — кошаркаш
- Милан Јовић — борац, пуковник Војске Републике Српске
- Митар Максимовић Мандо — четнички Војвода, борац Војске Републике Српске
- Хајрудин Мешић — борац, заповједник муслиманске Прве теочанске бригаде
- Митар Мирић — естрадни умјетник
- Јово Николић — афористичар
- Михаило Ристић — фудбалер
- Василије Томић — протојереј-ставрофор СПЦ, теолог и аутор, добитник Вукове награде 2005.

## Градови побратими
- Беочин, Србија (од 1974)
- Ерик, Француска
- Кавадарци, Северна Македонија (од 27.10.2010)

## Галерија
- Угљевик, поглед на улицу Српске Слоге у центру општине.
- Црква свете Петке Параскеве у центру општине.
- Црква Покров пресвете Богородице у селу Тутњевац.
- Дом здравља.
- Хотел "Енергетик“.
- Пећина Шупља стијена у селу Крћина.
- Споменик борцима Срема и источне Босне у Доњој Трнови
- Поглед из Малешеваца (подно Удригова)